# آدیسون پاول
آدیسون پاول (انگلیسی: Addison Powell؛ ۲۳ فوریهٔ ۱۹۲۱ – ۸ نوامبر ۲۰۱۰) یک بازیگر سینما، و هنرپیشه اهل ایالات متحده آمریکا بود. وی بین سال‌های ۱۹۵۱ تا ۱۹۹۰ میلادی فعالیت می‌کرد.